# جان هر
جان هِر (انگلیسی: John E. Hare؛ زادهٔ ۲۶ ژوئیهٔ ۱۹۴۹) فیلسوف اخلاق و مطالعات کلاسیک بریتانیایی و استاد الهیات فلسفی دانشگاه ییل است.

## آثار
- خدا و اخلاق: تاریخی فلسفی، (مالدن، ماساچوست. انتشارات بلک‌ول، ۲۰۰۷). شابک ‎۰−۶۳۱−۲۳۶۰۷−۴
- چرا خوب بودن مایه زحمت است؟، (دونرز گرو، ییل. انتشارات اینتروارسیتی، ۲۰۰۲). شابک ‎۰−۸۳۰۸−۲۶۸۳−۱
- Por Que Ser Bom؟، (ادیتوریا ویدا، ۲۰۰۲، ترجمه چرا خوب بودن مایه زحمت است؟)
- ندای خدا، (گرند رپید، میشیگان. اردمانس، ۲۰۰۱). شابک ‎۰−۸۰۲۸−۴۹۹۷−۰
- شکاف اخلاقی (نیویورک: انتشارات دانشگاه آکسفورد، ۱۹۹۶). شابک ‎۰−۱۹−۸۲۶۹۵۷−۹
- اخلاق و امور بین‌الملل، ۱۹۸۲، با کری بی. جوینت شابک ‎۹۷۸−۰−۳۳۳−۲۷۸۵۳−۶
- اوتیفرونِ افلاطون، ۱۹۸۱ شابک ‎۹۷۸-۰-۹۲۹۵۲۴-۲۵-۲